# イッター城の戦い
イッター城の戦い（イッターじょうのたたかい、独: Schlacht um Schloss Itter, 英: Battle for Castle Itter）は、第二次世界大戦末期のオーストリアで起こった戦闘である。総統アドルフ・ヒトラーの自決から5日後にあたる1945年5月5日、アメリカ陸軍第12機甲師団第23戦車大隊の一部と対独抵抗運動に与したドイツ陸軍部隊の一部は、ナチス・ドイツが収容所として利用していたイッター城を解放し、その後同収容所の囚人だったフランス高官らと共にドイツ第17SS装甲擲弾兵師団所属の小部隊による反撃からイッター城を守りぬいた。戦いに参加したフランス高官には元首相や高級将校などが含まれた。
この戦いは、第二次世界大戦においてアメリカとドイツの兵士が唯一共闘した事例とされ、第二次世界大戦における最も奇妙な戦いとも称される。第二次世界大戦におけるアメリカとドイツの兵士の共闘は、他にカウボーイ作戦が知られる。

## イッター城収容所
イッター城 (Schloss Itter) は、オーストリアのイッターという村に建てられた小さな城である。19世紀頃からは様々な所有者によってホテルや別荘として使用され、1925年にはチロル州の副知事フランツ・グリューナーが美術品を保管する施設として買い上げた。

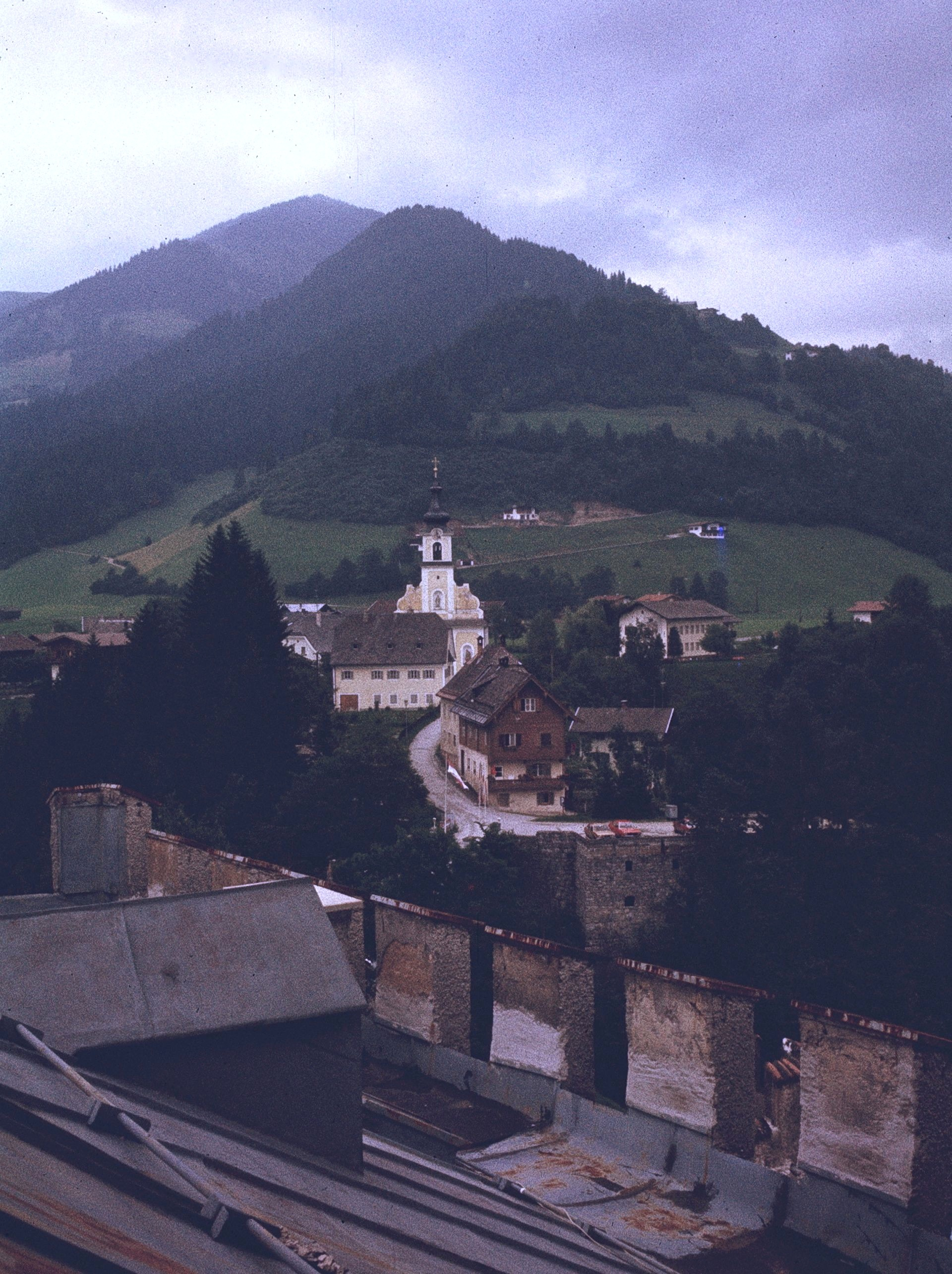
イッター城から望むイッター村（1979年撮影）

アンシュルス後の1940年、グリューナーとドイツ政府当局の間でイッター城の賃貸契約が結ばれた。1942年にはタバコの害悪と戦うドイツ同盟（Deutscher Bund zur Bekämpfung der Tabakgefahren）のオストマルク本部として使用されていたが、同年11月23日より親衛隊長官ハインリヒ・ヒムラーの命を受けたオズヴァルト・ポールSS中将が親衛隊による接収の手続きを開始した。1943年2月7日には正式に接収され、イッター城は「名誉囚人 (Ehrenhäftlinge)」、すなわち知名度が高く、ドイツ側にとっての十分な利用価値が見込まれた囚人を収容する特別の収容所として指定された。同年4月25日までに捕虜収容所として改装され、4月28日には所長ゼバスティアン・ヴィンマーSS大尉が妻を連れて着任している。彼は非常に残忍な人物として、囚人だけではなく部下からの評判も悪かった。SSゾンダーコマンド・イッターとしてヴィンマーに与えられた戦力は、SS髑髏部隊員14名、女性補助員1名、ジャーマン・シェパード6頭であった。改装された城の周囲には、有刺鉄線や投光機が設置されていた。
1943年5月2日、最初の囚人としてエドゥアール・ダラディエ元首相、モーリス・ガムラン将軍、労働運動幹部レオン・ジュオーの3人が到着した。その後、ポール・レノー元首相（1943年5月12日到着）、ジャン・ボロトラ元スポーツ・教育長官（1943年5月12日到着）、ジュオーの秘書で愛人のオーギュスタ・ブルシュレン（1943年6月19日到着）、レノーの秘書で愛人のクリスティアーヌ・マビア（1943年7月2日到着）、アンリ・ジロー将軍の娘婿マルセル・グランジェ（1943年7月2日到着）、マキシム・ウェイガン将軍と妻マリ＝ルネ＝ジョセフィーヌ（1943年12月5日到着）、政治家ミシェル・クレマンソー（1944年1月9日到着）、右翼団体指導者フランソワ・ド・ラロック（1944年1月9日）、シャルル・ド・ゴール将軍の姉マリー＝アニエス・カイリューと夫アルフレッド（1945年4月13日到着）が加わり、イッター城に収容された名誉囚人は合計14人となった。イッター城に収容されている間、彼らは政治的な立場の違いや過去の軋轢からしばしば衝突したという。
その性質上、イッター城収容所の生活環境は非常に恵まれていた。城内には囚人が自由に利用できる300冊の蔵書があり、中庭は自由に歩きまわることが許されていた。許可を得れば監視付きながらイッター村の教会を訪れることができたし、必要と認められれば軍病院などの医療機関にかかることもできた。食料も豊富で、チェコ人の料理人アンドリアス・クロボットがこれを管理していた。また、レノーの部屋にはクロアチア出身の抵抗運動のメンバーで電気技師としてイッター城に勤務していた囚人ズヴォニミール・チュッコヴィッチ (Zvonimir Čučković) が看守から盗み出したラジオが隠されており、囚人たちはこれを用いてBBCなどの海外放送から情報を得ていた。
名誉囚人のほか、東欧系の女性囚人らがダッハウ収容所より雑役要員として派遣されていた。彼女らは腕に番号が刺青されていた為、「番号囚人」と呼ばれた。

## 1945年5月
大戦末期、イッター城は逃亡中のSS髑髏部隊の将校らによってしばしば中継地点として使用された。4月30日にはダッハウ収容所所長エドゥアルト・ヴァイターSS中佐が家族や部下を連れてイッター城を訪れたが、彼は5月2日の早朝に拳銃自殺を遂げた。
所長ヴィンマーは5月4日に妻を連れてイッター城を脱出し、看守らもこれに続いた。残された囚人らは看守の武器庫を破るとヴェイガンとガムランの指揮下で武装し、城を管理下に置いた。また、ヴィンマーは逃亡の際に自分の代理として武装親衛隊将校のクルト＝ジークフリート・シュラーダーSS大尉（Kurt-Siegfried Schrader）を囚人らに紹介していた。
シュラーダーはフランス戦線での負傷の為に療養中で、年来の知人でもあるヴィンマーの手を借りて先に疎開していた家族と共にイッター村に暮らしていた。長らく模範的なSS隊員として務めていたものの、既に敗戦を確信していたこともあり、彼はリハビリを口実に何度もイッター城を訪れてはフランス人たちとの親交を深めつつ、もはやNSDAPの体制を快く思っていない事を伝えていた。シュラーダーは囚人らの要請を受け、家族を城内に移すと共に収容所の司令官という立場に付いた。また、シュラーダーは後出のガングル少佐とも同じ戦闘団に勤務した友人同士だった。
ヴィンマーが脱出する2日前、チュッコヴィッチが連合国軍に助けを求めるべくイッター城を脱走している。彼はインスブルック近くで米第103歩兵師団（師団長：アンソニー・マコーリフ少将）の部隊と出会い、米軍人らにイッター城収容所の捕虜に関する情報を伝えた。
ドイツ陸軍のヨーゼフ・ガングル少佐 (Josef Gangl) は戦争末期のオーストリアにおける抵抗運動に密かに協力していた将校の1人である。彼はロシア及びフランス戦線で戦った歴戦の砲兵将校だが、1945年4月頃ヴェルグルに駐屯する戦闘団に編入された直後から現地抵抗運動への協力を始めていた。1945年5月4日、ヴェルグル駐留ドイツ軍の指揮官という地位についていたガングルの元にクロボットが現れ、囚人らが収容所の状況をアメリカ軍に知らせる為に英語で書いた手紙を手渡した。フランス高官らは連絡の遅れていたチュッコヴィッチが捕まったか殺されたと判断し、2人目の使者としてクロボットを送り出したのである。この直後、ガングルはヴェルグル全部隊の降伏を決断し、部下の将校数名に全てを打ち明けた上で運転手と自分の2人だけでキューベルワーゲンに乗り、アメリカ軍部隊を探す為に前線へと向かった。
同じ頃、ジョン・C・"ジャック"・リー・ジュニア大尉 (John C. "Jack" Lee, Jr) に率いられたアメリカ陸軍部隊はクーフシュタインに進出し、後続の歩兵連隊の到着まで待機していた。騎兵科将校のリーは第12機甲師団第23大隊所属で、大隊の前衛を務める混成任務部隊を率いていた。そして白旗を掲げたガングルの車が彼の前に現れ、ヴェルグルの降伏を伝えると共に囚人から預かった手紙を手渡したのである。

### 救出作戦

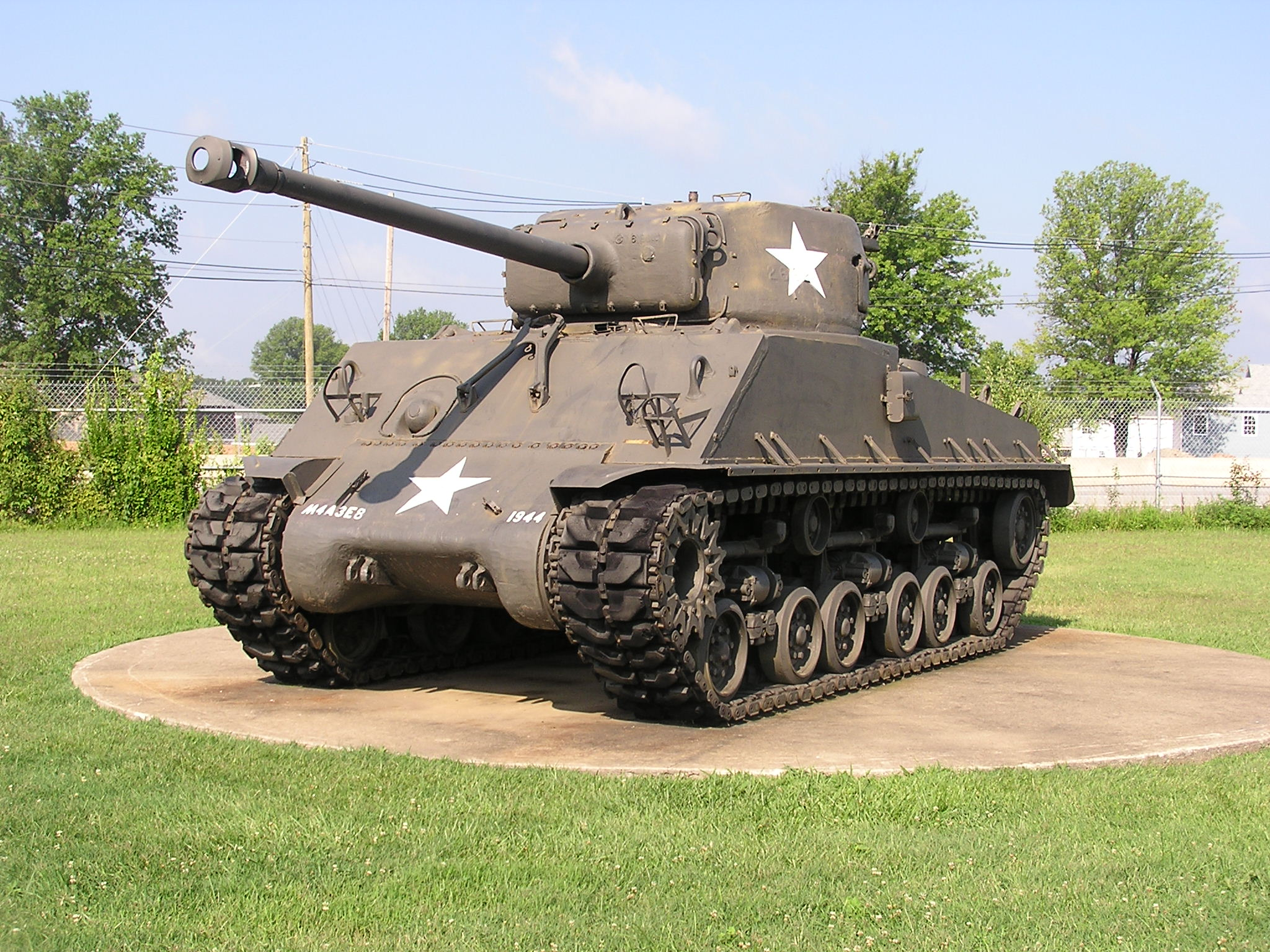
「酔いどれジェニー」号と同型のM4A3E8戦車。

チュッコヴィッチから情報を受け取った第103歩兵師団のジョン・T・クレイマーズ少佐 (John T. Kramers) は救出作戦を立案し、チュッコヴィッチの案内の元でイッター城へと向かった。ところが進軍途中に第103歩兵師団参謀長から隊列が第36歩兵師団の活動地域に侵入している旨が伝えられ、即時撤退するようにと命じられた。クレイマーズはフランス高官らの救出の重要性を主張したが聞き入れられず、止むを得ず救出部隊の大部分を撤退させることとなった。しかし、彼自身はこの命令に反する形で部下2人とチュッコヴィッチ、そして2人の従軍記者を連れてイッター城を目指した。
一方、リーはガングルのことを大隊長に伝えた後、部下1人を連れてガングルと共にキューベルワーゲンでヴェルグルおよびイッター城の偵察へと向かった。ヴェルグルでは駐留部隊の正式な降伏を受け入れたが、未だ抗戦を続ける武装SS部隊から街を守る為にも武装解除は行わなかった。ガングルは現地抵抗運動のメンバーをリーに紹介し、街の防衛およびイッター城解放について話し合った。その後、抵抗運動幹部とガングル配下の将兵数名を加えた一行は武装SSのバリケードを避けつつイッター城へと向かった。イッター村の教会近くで一行はシュラーダーと出会い、さらに城へと進んでフランス高官らと出会うこととなった。リーは高官らに必ず救出部隊を連れてくると約束すると、ドイツ兵らを城に残してクーフシュタインへ向かった。また、道中のヴェルグルでは抵抗運動幹部を降ろしている。ガングルとリーはクーフシュタインにて大隊長に救出部隊の編成を求めたが、大隊として手配できる戦力は戦車2両のみで、それ以上必要であれば一帯を管轄する第36歩兵師団に要請するようにと伝えた。
リーは自らが搭乗していたM4中戦車「酔いどれジェニー (Besotten Jenny)」、副官のハリー・バスが指揮するM4中戦車「ドイツ兵叩き (Boche Buster)」を部隊に加え、また第753戦車大隊から5両のM4中戦車を確保した。さらに第142歩兵連隊から3個歩兵分隊が同行することとなった。途中、橋が崩落して渡りきれなかった戦車3両と歩兵の一部が止むを得ずクーフシュタインに引き返した。ヴェルグルでは現地抵抗運動からの要請を受け、戦車2両と歩兵の一部を守備戦力として市街に残すことになる。
この時点で、リーに率いられた救出部隊は米軍人14名、M4中戦車2両、キューベルワーゲン1両、メルセデス製トラック1両、そして10名のドイツ軍人から構成されていた。イッター城への道中、ヴェルグル近くの橋を守る為に「ドイツ兵叩き」を離脱させた。また、その後に救出部隊はバリケードを設置していたSS部隊と交戦し、これを撃破している。
イッター城収容所到着後、フランスの囚人らは救出部隊を歓迎こそしたものの、あまりに小規模であったことに落胆していたという。リー、ガングル、シュラーダーの3将校は協議の元、進軍中の第142歩兵連隊（連隊長：ジョージ・リンチ大佐）の到着まで彼ら自身を含む米軍人10名、ドイツ軍人15名をもって城を防衛することを決定する。この時、ドイツ軍人らは識別の為に濃色の布切れを左腕に巻きつけた。
5月5日早朝、武装SS部隊による攻撃が始まる。3将校は第17SS装甲擲弾兵師団所属と思しき多数の歩兵や火砲、車両が周辺に展開してイッター城を半ば包囲していることを確認した。「酔いどれジェニー」の無線機が故障していた為にアメリカ軍との直接の通信手段が失われていたが、ガングルはまだ回線が通じていた城の電話を使ってヴェルグルに駐留していた抵抗運動の指導者アロイス・マイヤー (Alois Mayr) と話し、アメリカ軍への連絡を行う旨の約束を取り付けると共に増援を求めた。まもなくして2人のドイツ軍人と1人の抵抗運動のメンバーがイッター城に到着している。
城の正門から敵軍を攻撃していた「酔いどれジェニー」は88mm高射砲の砲撃を受け破壊されたが、乗員らは全員無傷で城内に逃げ込んでいる。フランス高官らはリーから隠れているように命じられていたものの、城への攻撃が始まると各々が銃を取り戦闘に参加した。この時、レノーに声を掛けようと立ち上がったガングルが狙撃され戦死している。
ヴェルグルを目指していたクレイマーズの一行は、道中で抵抗運動メンバーらと共に橋を警備していた「ドイツ兵叩き」と出会った。戦車兵らから既に戦闘が始まっている事を聞いたクレイマーズは、抵抗運動メンバーの案内でヴェルグルの町役場に向かい城へと電話を掛け、リーと会話した。その後、クレイマーズは偶然にも第103歩兵師団と合流するべく付近を前進中だった第753戦車大隊の一部と第142歩兵連隊E中隊を発見し、すぐにイッター城の状況を伝えた。
こうして第142歩兵連隊所属部隊を主力とする救援部隊が編成され、中隊ごとにいくつかのルートから城へ向かうこととなった。北側から城へ向かっていたG中隊は、その道中で農民に扮したジャン・ボロトラと出会っている。リーがクレイマーズの電話を受けた直後、ボロトラは自らアメリカ軍部隊を探し、近道へと案内するべく城を抜けだしてきたのである。
やがて、救援部隊がイッター村へ到達し、城を包囲していた武装SS部隊は撤退した。100人ほどのSS隊員が捕虜となった。

## その後
城の解放後、シュラーダーは収容所の司令官として囚人らを第142歩兵連隊長リンチ大佐へと正式に引き渡した。囚人らは第103歩兵師団の指揮所があるインスブルックへと送られた。リンチは到着直後からイッター城に連隊の指揮所を設置し、休戦およびチロル地域における全ドイツ軍部隊の降伏を取りまとめた。5月7日、ドイツ降伏を受けてイッター城にオーストリアにおける連合国占領軍の臨時本部が設置された。
チュッコヴィッチは祖国ユーゴスラビアに帰国した後、電気工事関連の会社を設立し、またイッター城勤務時の記録を纏めて西ドイツおよびフランス政府に提供した。戦後も元囚人のフランス高官らとの交流は続き、1984年にベオグラードで死去した。クロボットや番号囚人達は連合軍が設置していた難民キャンプへと送られたが、その後の消息については分かっていない。
シュラーダーは捕虜収容所に送られたが、元囚人のフランス高官らの働きかけもあり1947年に釈放された。その後は家族と共に暮らしながらレンガ職人や州政府職員として働き、1990年代半ばに死去したとされる。
ガングルの遺体は戦闘の後イッターにある聖ヨゼフ教会に安置され、程なくヴェルグルの公営墓地に埋葬された。彼はオーストリアにおける国民的英雄の1人に数えられ、ヴェルグルには彼の名に因んで改名されたゼップ・ガングル通り (Sepp Gangl-Straße) がある。
逃亡していたヴィンマーはその後連合軍によって逮捕された。彼の妻は夫を助けるべく元囚人のフランス高官らに当局への介入を頼み、そのうち何人かは実際にフランスの占領当局への働きかけを行った。1949年に釈放された後は農場で働くが、やがて妻と離婚して故郷に戻り、1952年に自殺した。
クレイマーズと共にイッター城に向かった部隊の中には、フランス系カナダ人従軍記者のルネ・レヴェックがいた。レヴェックは後に政治家となり、ケベック党を設立したほか、ケベック州首相などを歴任した。
この戦いにおける戦功により、リーは殊勲十字章を受章した。現役中から政治家になることを志し、民主党の推薦で立候補するも落選した。1946年に帰国、退役後にフットボールの選手となったが目立った活躍もなく引退した。以降は事業の失敗や妻との離婚など失意の日々を送り、1973年に54歳で死去した。
イッター城は1945年末にインスブルックのホテル経営者に買い取られ、屋外プールなどを設置する改修工事を受け、ホテルとして再度開設された。その後何人かの所有者を経たが、1980年代後半に廃業して以降は非公開となっている。